# Ekoarchitektura

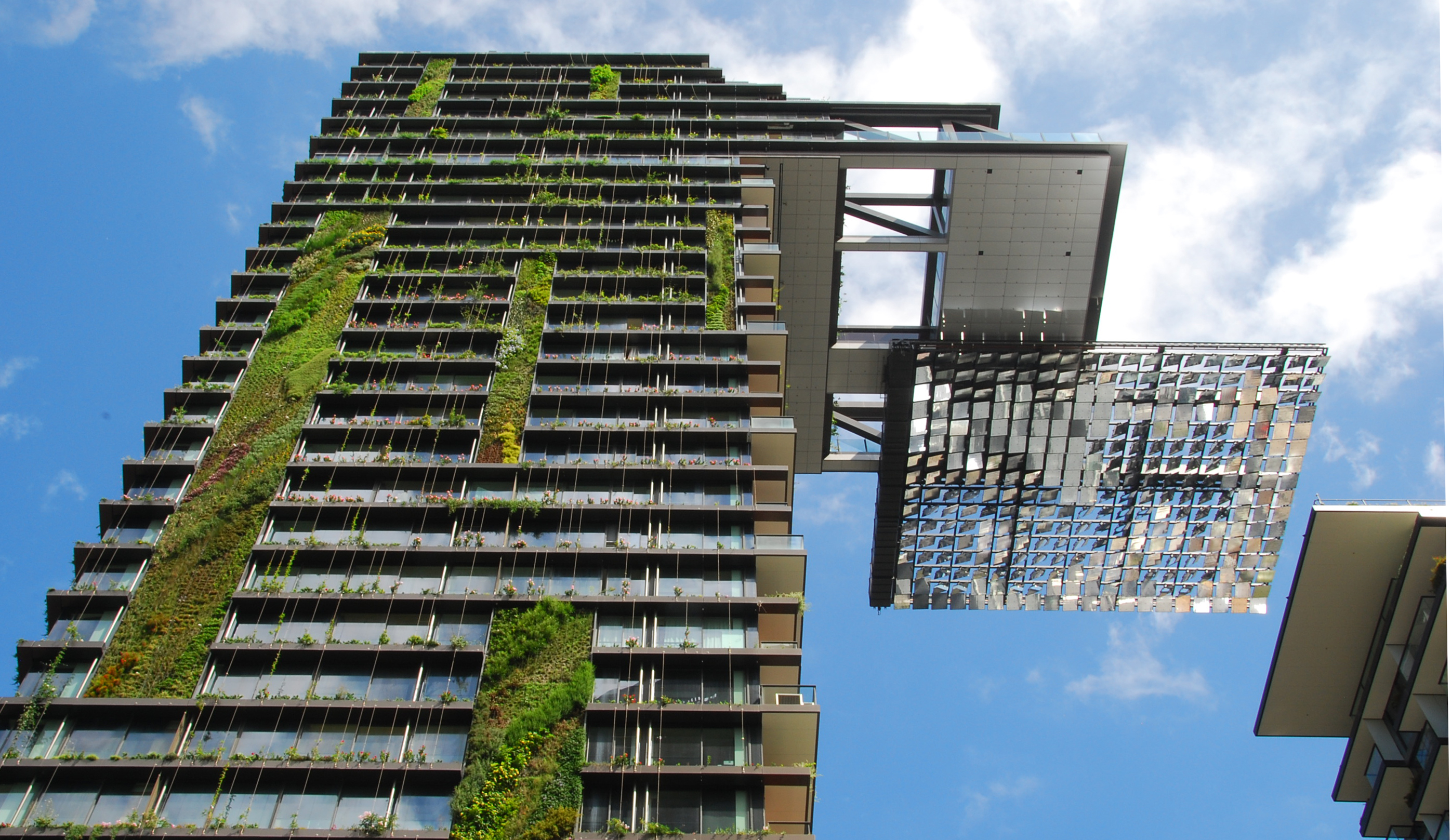
Visuté zahrady v One Central Park v Sydney

Ekoarchitektura, environmentální architektura, zdravá architektura či zelená architektura (anglicky green architecture) je architektura ohleduplná k životnímu prostředí (anglicky environment). Klade důraz na nezatěžování svého okolí a zaměřuje se především na minimalizaci tzv. energetických vstupů. Využívá energie větru, země, vody a slunce. Upřednostňuje obnovitelné materiály – zejména dřevo a tradiční materiály jako kámen, keramiku, sklo, pálenou hlínu (terakotu), nepálenou hlínu, slámu (jako izolace). Ekoarchitektura je již optimalizována v projektu a především využívá správnou orientaci vůči světovým stranám, správné dispoziční uspořádání a hmotové řešení (solární architektura – pasívní a aktivní).
Aktuálnost ekoarchitektury je dána především kulturními, sociálními a psychickými důsledky civilizačního tlaku. Při řešení těchto závažných témat se také inspiruje historií a uvažováním lidí z doby před 20. lety 20. stol. Doba zlomu (škola Bauhaus). Manifestem ekoarchitektury je kniha Duch a místo (vyšla 2002, česky 2004) od Christophera Daye.

## Východiska
Východiska ekoarchitektury jsou různá a proto jednotná „škola“ ekoarchitektury není možná. Ve střední Americe architekt Michael Reynolds využívá těžko využitelný odpad ke stavbě nových budov. Oproti tomu v České republice prof. Ing. arch. Martin Rajniš staví převážně z přírodních materiálů. Snaží se objevit souvislosti přírody a lidského obydlí. Někteří hledají ekologii v úspoře energie (Ing. arch. Aleš Brotánek – pasivní domy).
„Ekologie architektury je jedna z nekomplexnějších otázek jaké si architekt může položit. Naplněním všech možných hledisek postavíme stavbu ve svém prostředí, kterou můžeme nazvat trvale udržitelnou architekturou. Řešení může být ve výsledku velmi jednoduché...“ říká vysokoškolský pedagog z Brna Ing. arch. Radovan Přikryl.
Ekoarchitektura je blíže holistickému pojetí světa více než technologickému pojetí.